# Ike Diogu
Ikechukwa Somotochukwa Diogu, detto Ike (Buffalo, 11 settembre 1983), è un cestista statunitense con cittadinanza nigeriana.

## Caratteristiche tecniche
È un'ala grande di 2,06 metri per 116 kg circa di peso, considerato sottodimensionato per ricoprire il ruolo di 4 nella NBA, carenza alla quale riesce però a sopperire discretamente grazie alla notevole potenza fisica. Ha come punti di forza la notevole tecnica e abilità di piedi nel gioco sotto canestro, zona del campo nella quale è maggiormente a suo agio, e l'attitudine a rimbalzo; è un buonissimo realizzatore di tiri liberi.
I suoi principali punti deboli sono la mancanza di centimetri rispetto ai suoi pari-ruolo e al contempo l'insufficiente rapidità per difendere sugli esterni; risulta spesso troppo carente nel gioco lontano dal canestro, e ciò riduce inevitabilmente il numero di palloni a lui destinati.

## Carriera
Nel 2004 si è iscritto all'Arizona State University, con la quale ha giocato solo una stagione, ricca di riconoscimenti, prima di dichiararsi eleggibile al draft NBA del 2005. L'approdo nella National Basketball Association avvenne con i Golden State Warriors, che lo hanno scelto al draft con la 9ª chiamata assoluta.
Dopo un buon anno da rookie, durante il quale ha saputo sfruttare bene i pochi minuti concessogli nella rotazione, nel mezzo della sua seconda stagione (2006-07) è stato ceduto agli Indiana Pacers in un grosso scambio che ha comportato lo spostamento di altri sette giocatori. Con Indiana però il suo minutaggio è calato ulteriormente, ed anche le sue cifre continuano a risentirne, nonostante questa squadra (specialmente con i continui infortuni di Jermaine O'Neal), non disponga di tanta quantità nel gioco sotto canestro. Nel 2008 apre un altro capitolo nella sua carriera nella NBA, venendo ingaggiato dai Portland Trail Blazers.
Il 19 febbraio 2009 viene scambiato con i Sacramento Kings in cambio di Michael Ruffin.
Il 29 luglio 2009 viene preso dai New Orleans Hornets come free agent, ma non scenderà mai in campo con quella canotta. Dopo una preseason con i Detroit Pistons, passa ai Los Angeles Clippers con cui realizza poco meno di 6 punti a partita, con un season-high di 18 punti contro Orlando.
Nel gennaio 2012 Diogu è in forza ai San Antonio Spurs per un breve scampolo di stagione, quindi continua la sua carriera tra Cina e Porto Rico.
Nel 2013 si accasa ai Bakersfield Jam, franchigia della NBDL.

## Palmarès
- NCAA AP All-America Second Team (2005)
- NBA Development League Impact Player of the Year Award: 2014
- NBDL All Star: 2014